# Glossosoma kchinam
Glossosoma kchinam is een schietmot uit de familie Glossosomatidae. De soort komt voor in het Oriëntaals gebied.